# کیران لوک
کیران لوک (به انگلیسی: Kieran Locke) (زادهٔ ۱۹ مارس ۱۹۸۴) شناگر اهل جزایر ویرجین ایالات متحده است.